# Mobilne IP
Mobilne IP (or IP mobility) jest standardowym protokołem komunikacyjnym zaproponowanym przez Internet Engineering Task Force (IETF) w celu umożliwienia urządzeniom mobilnym zmianę sieci mając przypisany stały adres IP. Mobilne IP dla  Ipv4 zostało opisane w dokumencie RFC 3344 ↓, a jego aktualizacje uzupełnione w RFC 4721 ↓. Mobilne IPv6 dla kolejnej wersji Internet Protocol, zostały opisane w RFC 3775 ↓.

## Wprowadzenie
Protokół Mobilnego IP pozwala na trasowanie datagramów w Internecie niezależnie od lokalizacji. Każdy węzeł mobilny jest identyfikowany przez jego adres domowy nie uwzględniając jego obecnej lokalizacji w Internecie. Podczas gdy węzeł mobilny znajduje się z dala od swojej sieci domowej, zostaje powiązany z adresem tymczasowym CoA (Care-of-Address) który identyfikuje jego obecną lokalizacje i jego adres domowy będący powiązany z zakończeniem lokalnego tunelu do jego agenta domowego.